# Водопьянов, Михаил Васильевич
Михаи́л Васи́льевич Водопья́нов (6 [18] ноября 1899, Большие Студёнки, Тамбовская губерния — 11 августа 1980, Москва) — советский лётчик, участник операции по спасению экспедиции парохода «Челюскин» в 1934 году, один из семёрки первых Героев Советского Союза (20 апреля 1934). 
Участник высокоширотных арктических экспедиций. 
Член Союза писателей СССР. 
Член ЦИК СССР. 
Генерал-майор авиации (30 апреля 1943),

## Биография
Родился 6 (18) ноября 1899 года в селе Большие Студёнки Липецкого уезда Тамбовской губернии (ныне — часть города Липецка) в семье крестьянина.
В феврале 1918 года добровольно вступил в Красную армию. Служил обозным в Дивизионе воздушных кораблей «Илья Муромец». Участвовал в гражданской войне. Воевал против Колчака и Врангеля. С 1920 года — помощник шофёра. С 1921 года — шофёр. С 1925 года — авиационный моторист, затем бортмеханик, работал под руководством известного лётчика и авиаинженера Харитона Славороссова.

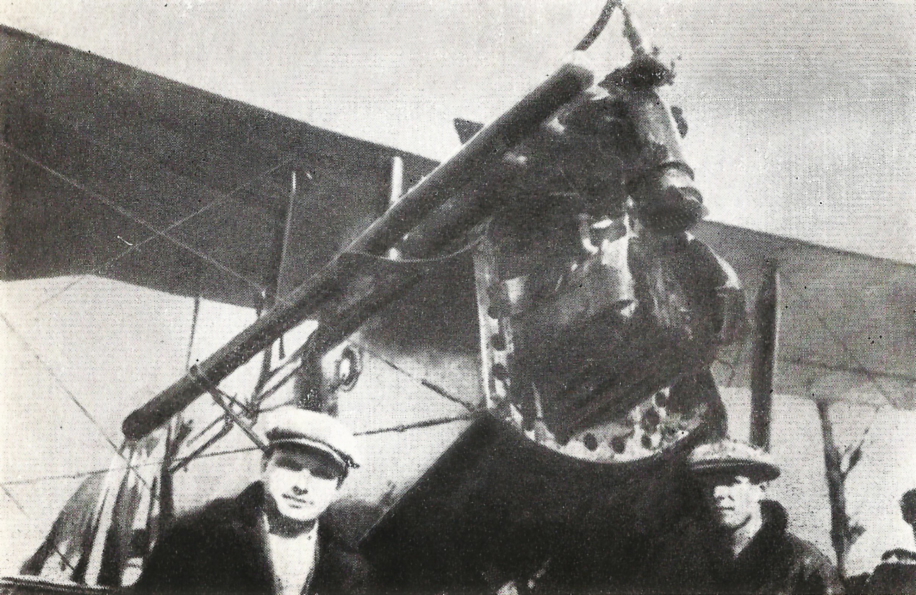
Михаил Водопьянов (справа) и Харитон Славороссов у самолёта «Конёк-горбунок». 1925 год

В 1928 году сдал экзамены на звание пилота 3-го класса в лётной школе общества «Добролёт», получив право работать лётчиком Гражданского воздушного флота. В 1929 году окончил Московскую лётно-техническую школу. В качестве бортмеханика, а затем и лётчика участвовал в экспедициях по борьбе с саранчой на Северном Кавказе и в Казахстане. С 1929 года работал в управлении Дальневосточных воздушных линий «Трансавиация» общества «Добролёт» в Хабаровске.
10 января 1930 года на самолёте Юнкерс Ф-13 (бортовой номер «СССР-127») проложил воздушный маршрут: Хабаровск — Оха — Александровск-на-Сахалине, названный «Трассой героев» и имеющий протяжённость 1130 км. Первый маршрут перелёта готовил вместе с пилотом Карлом Ренкасом.
В 1931 году Водопьянов попал в авиаотряд особого назначения. Ему поручили доставлять матрицы газеты «Правда» из Москвы в Ленинград и Харьков (в то время — столица Украины), чтобы типографии на местах оперативно печатали тираж. Потом летал на гражданских самолётах по дальним воздушным трассам Москва — Ленинград, Москва — Иркутск, на остров Сахалин.
В 1932 году на Каспийском море вёл воздушную разведку лежбищ тюленей.
Зимой 1933 года в испытательном перелёте из Москвы до Петропавловска-Камчатского его самолёт разбился на озере Байкал. Бортмеханик Серёгин погиб, а М. В. Водопьянов получил сотрясение мозга и множественные переломы (впоследствии только на голову наложили 36 швов).
В 1934 году, после долгой осады правительственной комиссии, добился отправки для участия в спасении челюскинцев. Вместе с В. Галышевым и И. Дорониным совершил перелёт длиной почти 6500 км из Хабаровска в Ванкарем на самолёте Р-5, без штурмана, без радиста, через хребты, через горы, по неимоверно тяжёлой трассе. Из Анадыря трижды летал к терпящим бедствие и вывез 10 человек. За мужество и героизм, проявленные при спасении челюскинцев, 20 апреля 1934 года ему присвоено звание Героя Советского Союза с вручением ордена Ленина.
В марте 1935 года совершил перелёт по маршруту Москва — Свердловск — Омск — Красноярск — Иркутск — Чита — Хабаровск — Николаевск-на-Амуре — Охотск — Магадан — Гижига — Анадырь — Уэлен — Мыс Шмидта с целью проложить новую воздушную трассу для организации почтовой и пассажирской связи по данному маршруту, определить требования к самолёту в условиях Севера.

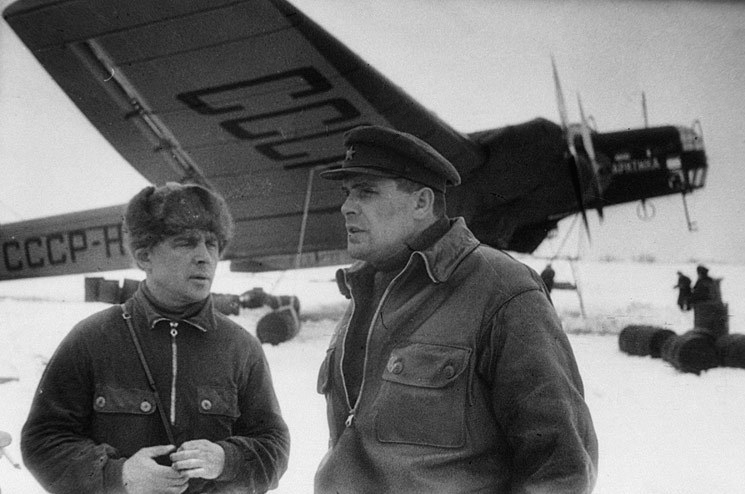
На приполярном аэродроме перед вылетом на Северный полюс

В 1936—1937 годах совершал полёты в Арктику, был командиром лётного отряда. 21 мая 1937 года на самолёте АНТ-6 (арктический вариант ТБ-3) во время первой высокоширотной советской экспедиции «Север» впервые в мире совершил посадку на лёд в районе Северного полюса, применив впервые тормозной парашют. Самолёт Водопьянова доставил группу зимовщиков, которые организовали первую дрейфующую станцию «Северный полюс» (СП-1). За это был награждён вторым орденом Ленина (статуса дважды Героя Советского Союза в то время ещё не существовало).
4 ноября 1939 года ему была вручена медаль «Золотая звезда» № 6.
10—21 марта 1939 года — делегат XVIII съезда ВКП(б).
Участник советско-финляндской войны 1939—1940 в должности командира тяжёлого бомбардировщика ТБ-3. Совершил несколько боевых вылетов, был награждён орденом Красного знамени. 2 февраля 1940 года ему было присвоено воинское звание комбриг.
Участник Великой Отечественной войны: с июля 1941 года — командир 81-й дальнебомбардировочной авиационной дивизии. В ночь с 10 на 11 августа 1941 года лично участвовал во втором налёте на Берлин (в одном экипаже с Э. Пусэпом). Его самолёт ТБ-7 был подбит и совершил вынужденную посадку на территории Эстонии, занятой противником. Через линию фронта вернулся к своим. Дивизия Водопьянова в этом налёте потеряла 7 из 14 стартовавших бомбардировщиков. По итогам налёта 17 августа был освобождён от должности командира дивизии как не имеющий «достаточных командных навыков и опыта в организаторской работе, необходимой в командовании соединениями». При этом ему была объявлена благодарность за проявленное мужество, он остался в дивизии и продолжал совершать боевые вылеты как рядовой лётчик. В 1941—1943 годах воевал в составе 432-го и 746-го авиационных полков дальнего действия. С сентября 1943 года — в распоряжении командующего авиацией дальнего действия А. Е. Голованова. С декабря 1944 года — в распоряжении командующего 18-й воздушной армией.
С февраля 1946 года — в запасе в звании генерал-майора авиации.
В 1948 — 1950 годах участвовал в военной высокоширотной экспедиции «Север-2». 
В 1949 году был представлен к награждению второй медалью «Золотая звезда», но получил орден Ленина (из-за секретности награждения).
Жил в Москве. 
Член Союза писателей СССР, активно занимался литературной деятельностью. 
Умер 11 августа 1980 года. Похоронен на Троекуровском кладбище в Москве.

## Награды и звания
- Медаль «Золотая Звезда» Героя Советского Союза (20.04.1934).
- 4 ордена Ленина (20.04.1934, 27.06.1937, 06.11.1945, 06.12.1949).
- 4 ордена Красного Знамени (11.04.1940, 20.02.1942, 03.11.1944, 14.01.1952).
- Орден Отечественной войны I степени (13.07.1945).
- Медали СССР.

## Память

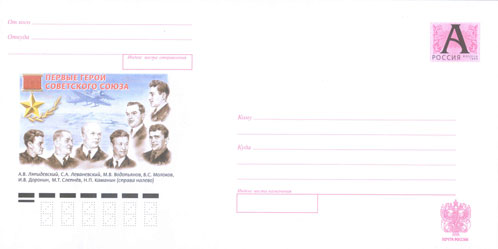
Почтовый конверт России: Первые Герои Советского Союза: А. В. Ляпидевский, С. А. Леваневский, М. В. Водопьянов, В. С. Молоков, И. В. Доронин, М. Т. Слепнёв, Н. П. Каманин

- В 1935 году была выпущена почтовая марка СССР, посвящённая Водопьянову.
- С 1934 по 2004 год Коломенский аэроклуб ОСОАВИАХИМ, ДОСААФ СССР, РОСТО носил имя М. В. Водопьянова.
- Авиационно-технический спортивный клуб «Аэроград Коломна», созданный в декабре 2000 года на базе Коломенского аэроклуба им. М.В. Водопьянова.
- В 2004 году — почтовый конверт России, посвящённый первым Героям Советского Союза.
- Пароход «Водопьянов» в Амурском речном пароходстве[12].
- Почётный гражданин Липецка (август 1969)[13].
- Именем Водопьянова названы:
  - Школа № 9 в Липецке
  - улицы в различных населённых пунктах государств бывшего СССР.
  - Совхоз имени Водопьянова (Саратовская область, Марксовский район).
- Рассматривался вопрос установки памятника на родине героя в Липецке. Предполагалось, что памятник будет установлен в канун 110-летия со дня рождения Водопьянова[14]. В итоге, памятник был поставлен 19 ноября 2019 года, к 120-летию знаменитого лётчика[15].
- Именем Михаила Водопьянова назван самолёт Ил-96-300 RA-96014 российской авиакомпании «Аэрофлот».
- Именем Михаила Водопьянова назван первый самолёт Sukhoi Superjet 100 (бортовой номер RA-89001), доставленный 9 июня 2011 года российской флагманской авиакомпании «Аэрофлот»[16]. После возврата самолёта лизингодателю именем Михаила Водопьянова назван другой самолёт Sukhoi Superjet 100 (бортовой номер RA-89041)[16].
- Памятник М. В. Водопьянову установлен по решению Правительства Москвы в 2013 году в Москве на Ходынском бульваре в месте его пересечения с бывшей взлётно-посадочной полосой. Скульптор А. В. Головачёв.
- Село Донское в 1934—1958 годах переименовывалось в честь М. В. Водопьянова в Водопьяново[17] (район Водопьяновский).
- С 2011 года центр образования № 25 в городе Старая Купавна носит имя М. В. Водопьянова[18].
- ГБОУ города Москвы Многопрофильная школа № 1449.

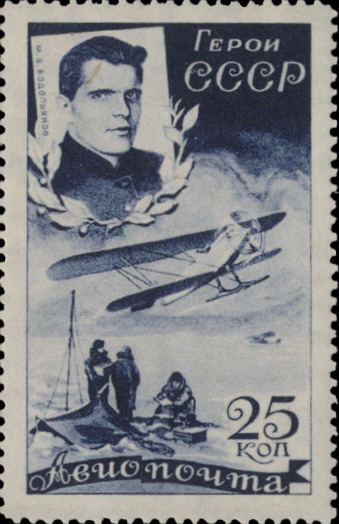
Почтовая марка СССР, 1935 год
Могила на Троекуровском кладбище
Памятник на Ходынском поле
Памятник в Липецке
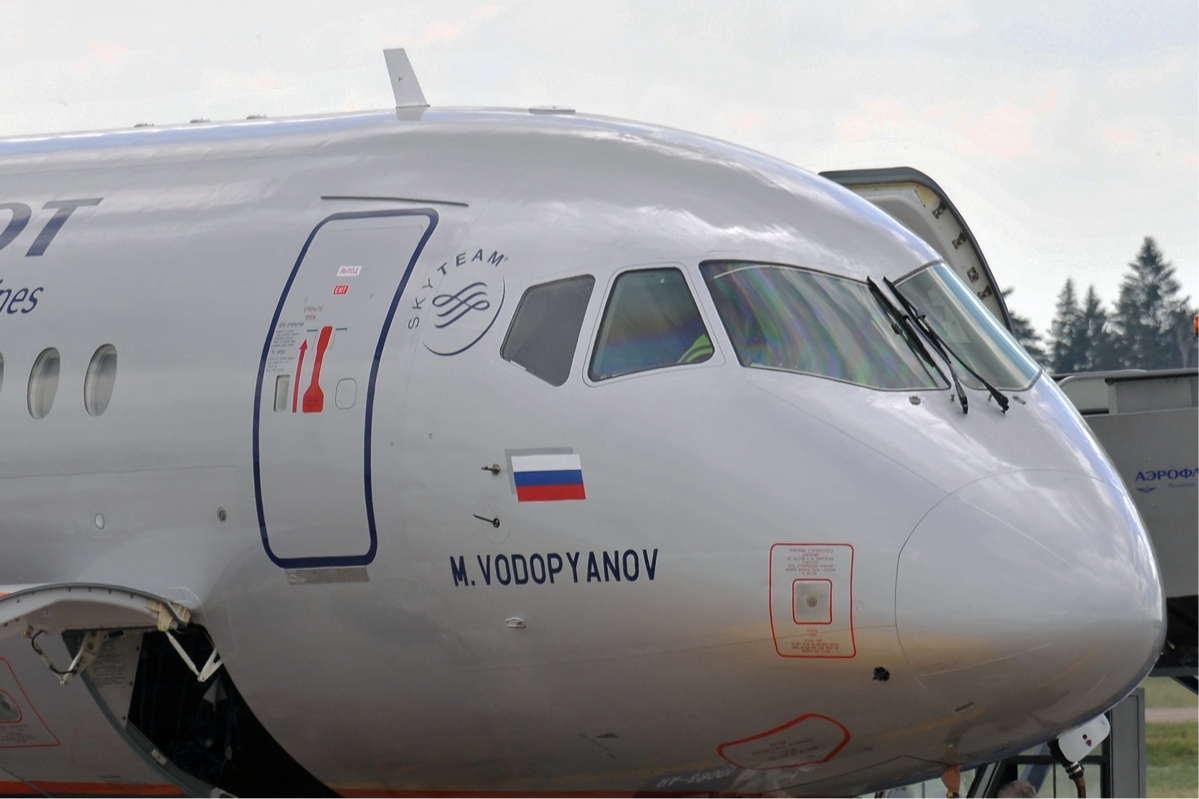
Sukhoi Superjet 100 Аэрофлота «Михаил Водопьянов»
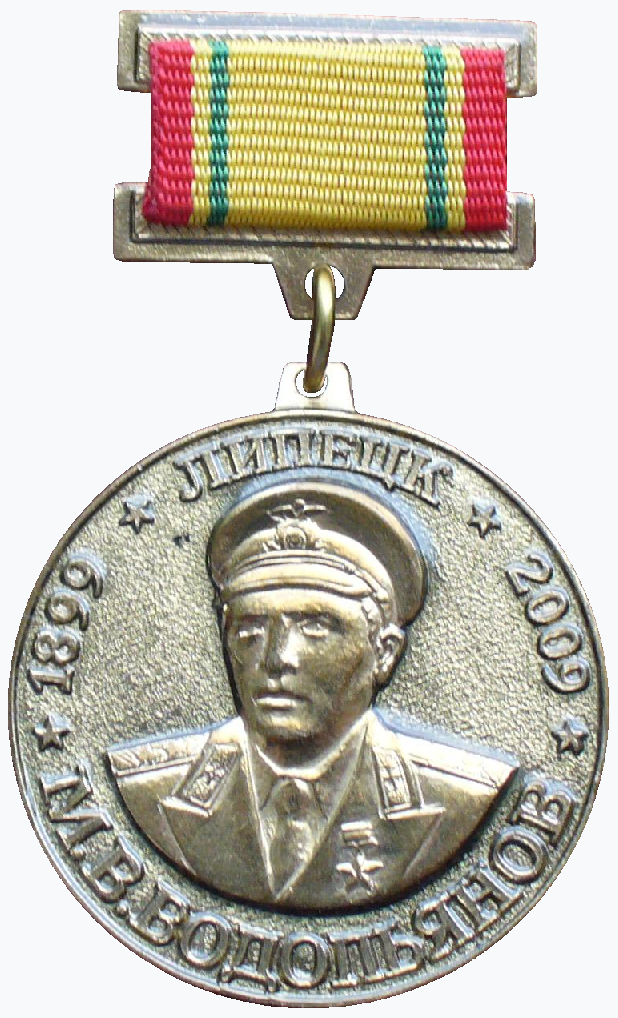
Муниципальная награда города Липецка приуроченная к 110-летию со дня рождения М. В. Водопьянова